# Carroll Ballard
Carroll Ballard (* 14. Oktober 1937 in Los Angeles, Kalifornien) ist ein US-amerikanischer Filmregisseur. Er wuchs am Lake Tahoe auf und verbrachte seinen Militärdienst als Kameramann.

## Karriere
Er begann mit Dokumentarfilmen für amerikanische Nachrichtenagenturen: Beyond this Winter’s Wheat (1965) und Harvest (1967); letzterer wurde für den Oscar nominiert. 1969 entstand der Dokumentarfilm The Perils of Priscilla, 1970 Rodeo und 1972 Norman Rockwell’s World… An American Dream über den amerikanischen Maler und Illustrator Norman Rockwell.
Bei George Lucas’ Krieg der Sterne war er Second Unit Director und verantwortlich für mehrere Wüstenszenen.
1979 bot ihm Francis Ford Coppola, ein ehemaliger Studienkollege von der University of California (UCLA) an, bei der Verfilmung von Walter Farleys Buch Der schwarze Hengst Regie zu führen. Es entstand der Abenteuerfilm Der schwarze Hengst.
1983 folgte Wenn die Wölfe heulen (Never Cry Wolf) ein Film über einen Forscher, der mit Polarwölfen lebt. 1986 verfilmte er Tschaikowskys Ballett Der Nussknacker und 1992 Wind, einen Segelfilm über den Traum, den America’s Cup zu gewinnen.
1996 folgte Amy und die Wildgänse, der für einen Oscar für die beste Kamera nominiert wurde. Der Film erzählt die Geschichte eines dreizehnjährigen Mädchens, die einer Schar Wildgänse das Fliegen beibringt. Der Film wurde unter anderem bekannt durch die atemberaubenden Aufnahmen von fliegenden Wildgänsen, aufgenommen mit Hilfe eines ultraleichten Flugzeugs. Die Deutsche Film- und Medienbewertung (FBW) zeichnete den Film mit dem Prädikat „besonders wertvoll“ aus.
Ballards letzter Film ist Duma – Mein Freund aus der Wildnis (2005), ein Film über die Freundschaft eines südafrikanischen Jungen mit einem verwaisten Gepard.
In den meisten von Ballards Filmen geht es um Menschen und ihre Beziehung zur Natur. Die oft poetischen Filme wirken durch ihre Bildsprache ebenso wie durch die Dialoge.

## Filmografie
- 1965 – Pigs! (Kurzfilm)
- 1967 – Harvest (Kurzfilm)
- 1969 – Rodeo (Kurzfilm)
- 1969 – The Perils of Priscilla (Kurzfilm)
- 1971 – Seems like only Yesterday (Dokumentarfilm)
- 1974 – The Hello Machine (Kurzfilm)
- 1974 – Crystallization (Kurzfilm)
- 1979 – Der schwarze Hengst (The Black Stallion)
- 1983 – Wenn die Wölfe heulen (Never Cry Wolf)
- 1986 – Der Nussknacker (Nutcracker)
- 1992 – Wind
- 1996 – Amy und die Wildgänse (Fly Away Home)
- 2005 – Duma – Mein Freund aus der Wildnis (Duma)